# 奈古屋隆忠
奈古屋 隆忠（なごや たかただ）は、江戸時代初期の徳山藩家老。禄高は500石。父は奈古屋元忠。子に奈古屋隆充（奈古屋里人の実父）、隆吉、宗豊、匡直、女（氏家為棟室）、杉山次俊。

## 生涯
慶長8年（1603年）、毛利家の家臣・奈古屋元忠の長男として生まれる。
寛永7年（1630年）に父が死去するとその跡を継ぎ、毛利就隆、元賢の2代にわたって仕えた後、貞享3年（1686年）1月26日に死去した。享年84。子の隆充が跡を継いだ。